# 鶴見大学短期大学部
鶴見大学短期大学部（つるみだいがくたんきだいがくぶ、英語: Tsurumi Junior College）は、神奈川県横浜市鶴見区鶴見二丁目1番3号に本部を置く日本の私立大学。1924年創立、1953年大学設置。大学の略称は鶴見短大。

## 概観

### 大学全体
- 神奈川県横浜市鶴見区に所在する日本の私立短期大学で、設置主体は学校法人総持学園[1]。
- 1953年に開学し、仏教思想に基づいた教育が行われており、現在2学科体制で男女共学である。

### 教育および研究
- 鶴見大学短期大学部は保育科と歯科衛生科と専攻科からなり、保育科では附属幼稚園での教育実習が取り入れられている。歯科衛生科では、大学附属病院での実習も行なわれている。

### 学風および特色
- 鶴見大学短期大学部は仏教系の短大であることから、｢精霊祭｣や｢御忌会[注 2]｣・「成道会」などと称した宗教的行事が行われているのが特徴である。歯科衛生科は、鶴見大学歯学部との連携が強いものとなっている。

## 沿革
- 1951年
  - 3月1日 学校法人総持学園の設置が認められる[2]。
- 1953年
  - 1月31日 左記を以て文部省[注 3]より短期大学の設置が認可される[1]。
  - 4月1日 鶴見女子短期大学（つるみじょしたんきだいがく）として以下の学科体制にて開学[3]。
    - 国文科 入学定員40名
- 1954年
  - 5月1日 学生数[4]/定員
    - 国文科 67[注釈 1]/80
- 1962年
  - 4月1日 以下の学科を新設する[5]。
    - 保育科 入学定員50名
    - 保健科 入学定員50名

  - 5月1日 学生数[6]/定員
    - 国文科 154[注釈 1]/80
    - 保育科 71[注釈 1]/50
    - 保健科 42[注釈 1]/50
- 1971年
  - 4月1日 鶴見女子大学短期大学部（つるみじょしだいがくたんきだいがくぶ）と改称[7]。
  - 同 学科の入学定員増を行う[注 4]。
    - 国文科 40[注釈 2]→100[注釈 3]
    - 保育科 50[注釈 2]→100[注釈 3]
    - 保健科 50[注釈 2]→100 [注釈 3]

  - 5月1日 学生数[11]/定員
    - 国文科 497[注釈 1]/140
    - 保育科 513[注釈 1]/150
    - 保健科 365[注釈 1]/150
- 1973年
  - 4月1日 鶴見大学女子短期大学部（つるみだいがくじょしたんきだいがくぶ）と改称[12]。
- 1976年
  - 4月1日 学科の入学定員増を以下の通り行う[13]。
    - 国文科 100[注釈 4]→200[注釈 5]
    - 保育科 100[注釈 4]→200[注釈 5]
    - 保健科 100[注釈 4]→150[注釈 5]

  - 5月1日 学生数[16]/定員
    - 国文科 493[注釈 1]/300
    - 保育科 558[注釈 1]/300
    - 保健科 350[注釈 1]/250
- 1987年
  - 5月1日 学生数[17]/定員
    - 国文科 539[注釈 1]/400
    - 保育科 575[注釈 1]/400
    - 保健科 368[注釈 1]/300
- 1988年
  - 4月1日 保健科を歯科衛生科に改組[18]。
  - 5月1日 学生数[19]/定員
    - 国文科 607[注釈 1]/400
    - 保育科 585[注釈 1]/400
    - 歯科衛生科 383[注釈 1]/300
- 1992年
  - 5月1日 学生数[注 5]/定員
    - 国文科 499[注釈 1]/400
    - 保育科 526[注釈 1]/400
    - 歯科衛生科 359[注釈 1]/300
- 1995年
  - 4月1日 専攻科の設置が認められ、以下の課程を置く[22]。
    - 保育専攻 入学定員20名
- 1999年
  - 4月1日 鶴見大学短期大学部と改称[23]。歯科衛生科以外（国文科、保育科）を共学とする。
  - 5月1日 学生数[24]/定員
    - 国文科 402[注 6]/400
    - 保育科 523[注 7]/400
    - 歯科衛生科 362[注釈 1]/300
- 2003年
  - 4月1日 専攻科に以下の課程を置く[25]。
    - 福祉専攻 入学定員40名

  - 同 国文科の入学定員を200→100に減員[26]。
- 2005年
  - 4月1日 国文科の学生募集をこの年度で最終とする[注 8]。
- 2008年
  - 3月31日 左記をもって国文科を正式に廃止とする[28]。
- 2017年
  - 4月1日 歯科衛生科を共学とする。
- 2023年
  - 3月31日 専攻科福祉専攻が廃止される[29]。

## 基礎データ

### 所在地
- 神奈川県横浜市鶴見区鶴見2-1-3

### 交通アクセス
- 鶴見駅・京急鶴見駅下車。

### 象徴
- オリジナルのマークは右記資料にあり[30]。

## 教育および研究

### 組織

#### 学科
- 保育科 入学定員200名[1]
- 歯科衛生科 入学定員150名[1]

過去にあった学科
- 国文科 入学定員100名[注 9]

#### 専攻科
- 保育専攻[注 10]

過去にあった専攻科
- 福祉専攻[注 11]

#### 別科
- なし

##### 取得資格について
資格
- 保育士：保育科にて取得できるようになっている[32]。
- 介護福祉士：専攻科福祉専攻にて取得できるようになっていた[32]。
- 司書教諭：かつての国文科にて併設されていた[33]。
- 司書：かつての国文科にて設置されていた[33]。

受験資格
- 歯科衛生士：歯科衛生科においてはこの資格を取得することは前提となっている[32]。

教職課程
- 幼稚園教諭二種免許状：保育科にて取得できるようになっている。専攻科では一種免許状への昇格が可能となっている[32]。
- 中学校教諭二種免許状が設置されていた。
  - 国語：かつての国文科にて設置されていた[注 12]。
  - 保健：歯科衛生科の前身である保健科にて設置されていた[30]。
- 養護教諭二種免許状：歯科衛生科の前身である保健科にて設置されていた[30]。

#### 附属機関
- 鶴見大学会館

#### 研究
- 『鶴見女子短期大学紀要』[36]
- 『保育鶴見』[37]
- 『鶴見国文学年報』[38]
- 鶴見大学短期大学部国文科国文学会『国文学会年報』[39]

## 学生生活

### 部活動・クラブ活動・サークル活動
- 鶴見大学短期大学部のクラブ活動は、大学との合同となっており、体育系・文化系を含め数多くのクラブがある。

### 学園祭
- 鶴見大学短期大学部の学園祭は「紫雲祭」と呼ばれ、毎年概ね11月に大学と合同で行われている。

## 大学関係者と組織

### 大学関係者組織
- 鶴見大学短期大学部（旧来の女子短期大学部等を含む）同窓会組織がある。

### 大学関係者一覧
- 中根環堂：初代学長

### 出身者
- 井上喜久子：声優、国文科卒
- 中川智子：元衆議院議員、元宝塚市長、国文科卒

## 施設

### キャンパス
- 主に短期大学部の学生が使用する施設を取り上げる。
  - 本館
  - 保健センター
  - 図書館：大学と共同。蔵書数は約550,000冊。
  - 体育館
  - 4号館：短期大学部の実習施設として主に使用される。
  - 5号館
  - 学生食堂

### 寮
- 女子学生を対象とした学生寮がある。

## 対外関係

### 附属学校
- 鶴見大学短期大学部附属三松幼稚園

### 系列校
- 鶴見大学
- 鶴見大学附属中学校・高等学校

## 卒業後の進路について

### 編入学・進学実績
- これまでの実績では系列の鶴見大学ほか東北学院大学・聖徳大学・東洋大学などがある。